# MyPhoneExplorer
MyPhoneExplorer — безкоштовне програмне забезпечення для керування і моніторингу стільникових телефонів марки Sony Ericsson. Працює виключно під управлінням Windows. Програма розроблена в Австрії. Має широке розповсюдження. Інтерфейс користувача перекладений багатьма мовами, включаючи українську. Новіша версія програми працює на телефонах з Андроїдом.

## Функції
- Редактор телефонної книги з можливостями синхронізації з Outlook, GMail, Windows contacts, Thunderbird, SeaMonkey, Lotus Notes, Tobit David
- Календар та органайзер з можливостями синхронізації з Outlook, Google, Sunbird, Thunderbird, SeaMonkey, Windows calendar (Vista), Rainlendar, Lotus Notes, Tobit David
- SMS архів, а також імпорт, експорт повідомлень
- і багато інших функцій